# Medalha Isaac Newton
A Medalha Isaac Newton é uma premiação dotada com £ 1.000  (aproximadamente € 1.170 - agosto 2023), concedida pelo Instituto de Física britânico.

## Laureados
- 2008 Anton Zeilinger "por suas contribuições fundamentais que transformaram as áreas da teoria das partículas, teoria quântica dos campos e relatividade geral."[1]
- 2009 Alan Guth "por sua invenção do modelo do universo inflacionário, seu entendimento que a inflação resolve os maiores problemas confrontados pela então cosmologia padrão, e seus cálculos, com outros colaboradores, do espectro da flutuação de densidade que originaram a estrutura do universo".[2]
- 2010 Edward Witten "por sua concepção pioneira e contribuições experimentais aos fundamentos da física quântica, que tornaram-se as bases do campo rapidamente evolvente da informação quântica."[3]
- 2011 Leo Kadanoff: "Por inventar ferramentas conceituais que revelam as profundas implicações da invariância de escala no comportamento de transições de fase e sistemas dinâmicos".
- 2012 Martin Rees: "Por suas excelentes contribuições à astrofísica relativística e à cosmologia."
- 2013 John Pendry: "Por suas contribuições seminais à ciência de superfície, sistemas desordenados e fotônica".
- 2014 Deborah Jin: "Por ser pioneiro no campo dos gases Fermi degenerados quânticos."
- 2015 Eli Yablonovitch: "Por suas contribuições visionárias e fundamentais para nanoestruturas fotônicas".
- 2016 Tom Kibble (Postumamente): "Por desenvolver a teoria da quebra de simetria na teoria quântica de campos".
- 2017 Charles Leonard Bennett: "Por sua liderança no Microwave Anisotropy Probe, um experimento de satélite que revolucionou a cosmologia, transformando-a de um jogo de ordem de grandeza em um modelo de ciência de precisão".
- 2018 Paul Corkum: "Por suas excelentes contribuições para a física experimental".
- 2019 Michael Pepper: "Pela criação do campo da nanoeletrônica semicondutora e descoberta de novos fenômenos quânticos".
- 2020 Nader Engheta: "Pela inovação revolucionária e contribuições transformadoras para materiais eletromagnéticos complexos e óptica em nanoescala, e para o desenvolvimento pioneiro dos campos de metamateriais de índice próximo a zero e computação analógica inspirada em materiais e nanocircuitos ópticos".
- 2021 David Deutsch: "Por fundar a disciplina chamada computação quântica e estabelecer a ideia fundamental da computação quântica, agora conhecida como 'qubit' ou bit quântico".
- 2022 Margaret Murnane: "Por contribuições pioneiras e sustentadas para o desenvolvimento de lasers ultrarrápidos e fontes coerentes de raios-X e o uso de tais fontes para compreender a natureza quântica dos materiais".